# Gonomyia perpicta
Gonomyia perpicta là một loài ruồi trong họ Limoniidae. Chúng phân bố ở miền Australasia.